# کمال حسن
کمال حسن (به تامیلی: கமல் ஹாசன்) (تولد ۷ نوامبر ۱۹۵۴) بازیگر، خواننده، کارگردان، تهیه‌کننده، فیلم‌نامه‌نویس، شاعر و ترانه‌سرای سیاستمدارهندی است.
وی یکی از بازیگران صاحب سبک سینمای هند است که به‌طور گسترده تحسین شده‌است. کمال حسن موفق به کسب چندین جایزهٔ فیلم هند، از جمله جایزه فیلم ملی و جوایز متعدد دیگر شده‌است.
او علاوه بر بازیگری به فیلم‌نامه‌نویسی و کارگردانی نیز مشغول است وی همچنین به عنوان خواننده، ترانه‌سرا و طراح رقص نیز به فعالیت می‌پردازد. کمال حسن در سال ۲۰۰۵ توسط دانشگاه Sathyabama University دکترای افتخاری دریافت کرد.
او در فیلم آسیب بازی کرده‌است.

## فیلم‌شناسی
فهرست برخی از فیلم‌هایی که کمال حسن در آنها به ایفای نقش پرداخته‌است:
- هی رام
- آسیب
- گرفتار
- هندی
- قهرمان
- عشق خوبه
- ما ساخته‌ایم
- صیاد
- هلال قسمت سوم ماه
- رزهای قرمز
- آیا تعداد زیادی سایه در یک فرد و جود دارد!
- در سن ۱۶ سالگی
- زندگی یک توهم است
- دوباره کوکیلا
- شانکارلال
- یک رادا دو کریشنا است
- کالایانا رامان
- گل‌های آبی
- من نمی‌توانم بدون مادرم زندگی کنم
- بمبئی اکسپرس (هندی)
- بمبئی اکسپرس (تامیلی)
- گورو
- رنگ فقر قرمز است
- اولین درس
- خوشبختی
- عمه ۴۲۰
- آوی شانموگی
- ویشواروپام
- ویشواروپام ۲
- ملودی نادر
- تصویر صحبت
- رودخانه خون
- سه گره
- پیوستن به اقیانوس
- به عشق تو قسم می‌خورم
- پسر تیوار
- یک معمای جدید
- تاج‌گذاری
- یادگار
- کسی مثل تو
- شرور صادق
- تاریخی دیگر
- قانون در دست من است
- لیلاواتی، همسر پاکدامن
- ده زندگی
- او با قانون آمد
- ویروماندی
- علاءالدین و چراغ جادو
- حریم خصوصی
- برادران بی‌نظیر
- لباس خاکی
- ویکرام
- رودخانه بزرگ
- ماریا عزیزم
- من هم کارگرم
- یکی از ما
- شما هستید؟
- یک گل بنفش چشمک می‌زند
- پامال کی.سامباندام
- نگاه سلطنتی
- ریبل
- تنالی
- جنگل‌های بی‌خوابی
- پرندگان شاد
- گل آتش
- آن یک دقیقه
- آن‌ها
- دیزی
- عشق تو را دیدم